# El proyecto Adam
The Adam Project (El proyecto Adam en español) es una película de ciencia ficción estadounidense dirigida por Shawn Levy y escrita por Jonathan Tropper, TS Nowlin, Jennifer Flackett y Mark Levin. Está protagonizada por Ryan Reynolds, Jennifer Garner, Zoe Saldaña, Mark Ruffalo, Catherine Keener y Walker scobell . La película se estrenó en Netflix en marzo de 2022.

## Argumento
En un distópico 2050, el piloto de combate Adam Reed roba un jet del tiempo para escapar al 2018 y salvar a su esposa, Laura Shane. En el proceso, se lesiona y se estrella en 2022. La historia luego cambia a Adam, de 12 años, en 2022, cuyo padre Louis murió un año antes. Lo acosan en la escuela, lo suspenden por pelear en la escuela y está distante de su madre Ellie. Cuando está solo en casa una noche, encuentra al futuro Adam herido. El joven Adam se niega a confiar en el extraño, pero el futuro Adam sin darse cuenta menciona los nombres tanto del joven Adam como de su perro, Hawking. El joven Adam pronto se da cuenta de que el extraño frente a él es su yo futuro.
Debido a una característica de seguridad que le impide volar debido a sus heridas, Adam debe traer al Adam más joven y usar su ADN para ingresar a su avión. Ambos pronto son atacados por Maya Sorian, la líder del mundo distópico, y su asistente Christos, pero son salvados por Laura, quien fingió su muerte y se quedó fuera de la red en un lugar desconocido. Después de sobrevivir al ataque y comparar notas, Laura y Adams se dan cuenta de que después de la invención del viaje en el tiempo por parte de Louis Reed y su posterior muerte, Sorian había monopolizado el descubrimiento. Durante su visita a 2018, Laura se enteró de que Sorian venía con frecuencia y le aconsejaba a su yo del pasado para asegurar su futura riqueza y poder. Para proteger su secreto, Sorian ordenó la muerte de Laura. Aunque Laura sobrevivió al intento de asesinato, la destrucción de su jet del tiempo la dejó varada en el pasado. La repentina llegada de los matones de Sorian interrumpe la reunión y Laura resiste el ataque el tiempo suficiente para que los dos Adams escapen a 2018.
En 2018, los Adams se encuentran con Louis Reed en un intento de conseguir su ayuda, pero su padre rechaza cualquier ayuda por preocupación por el efecto en el flujo de tiempo. Esa noche, Sorian se encuentra y le advierte a su yo del pasado sobre Adam. Mientras tanto, los Adams comparten sus sentimientos comunes sobre su padre en un motel. Al día siguiente, ambos partieron para destruir la máquina de viajar en el tiempo. Al llegar a Sorian Technologies, son atacados por los soldados de Sorian, pero Louis los salva inesperadamente, quien ha cambiado de opinión y accede a guiarlos. Louis revela que destruir la máquina no destruirá el viaje en el tiempo siempre que Sorian tenga su algoritmo con todas las matemáticas y restricciones para controlar el proceso. Mientras tanto, 2050 Sorian captura al joven Adam.
Aunque 2050 Adam y Louis eliminan la unidad de memoria con el algoritmo, ambos sorianos llegan y amenazan al joven Adam como palanca para obligar a Louis a entregar el algoritmo. El joven Adam escapa de Sorian empujando su arma, sin embargo, una bala errante daña el sello que restringe el campo electromagnético, lo que hace que crezca hasta valores ilimitados. Los Reed hacen todo lo posible por detenerlos, pero el Sorian mayor amenaza con matar a Louis. Adam advierte que sus balas perforan la armadura, pero Louis se mantiene firme. Al no ver otra manera, Sorian dispara a Louis, pero la bala se desvía y golpea al Sorian más joven, matándola y eliminando a la Sorian mayor de la existencia. fin
Los Reed apenas logran escapar de la implosión de la instalación y llegar a casa, donde se reconcilian jugando un juego de atrapar antes de que los Adams regresen a sus respectivas líneas de tiempo. En 2022, el joven Adam vive en una nueva línea de tiempo donde sus suspensiones nunca ocurrieron, ha dejado de lado su ira y le da un abrazo a su madre a través de un "eco". En algún momento en el futuro, Adam, mayor y mucho más feliz, conoce a Laura durante una conferencia de entrenamiento de vuelo en la que se da cuenta de que ha entrado en el edificio equivocado del campus. Después de que Adam se ofrece a acompañarla a su edificio, afirmando que tiene tiempo, se van juntos.fin

## Reparto
- Ryan Reynolds como Adam Reed.
  - Walker Scobell como el joven Adam Reed.
- Jennifer Garner como Ellie Reed, la madre de Adam.
- Zoe Saldaña como Laura Reed, desaparecida esposa de Adam en el futuro.
- Mark Ruffalo Louis Reed, como el padre de Adam.
- Catherine Keener como Maya Sorian.
- Alex Mallari Jr como Christos.
- Sterlin Abreu

## Producción
El proyecto, un guion específico escrito por TS Nowlin, se anunció inicialmente como Our Name Is Adam en octubre de 2012. Paramount Pictures se interesó en adquirir la película, y Tom Cruise se incorporó como protagonista.
La película se revivió en julio de 2020 cuando se trasladó a Netflix, con Shawn Levy como director y Ryan Reynolds como protagonista. El último borrador del guion fue escrito por Jonathan Tropper, a partir de borradores anteriores de Nowlin, Jennifer Flackett y Mark Levin. En noviembre, se agregaron al elenco Jennifer Garner, Zoe Saldaña, Mark Ruffalo, Catherine Keener, Alex Mallari Jr. y Walker Scobell.
El rodaje comenzó en noviembre de 2020 en Vancouver, Columbia Británica, Canadá. La filmación concluyó oficialmente en marzo de 2021.

## Estreno
El 26 de agosto de 2021, se anunció que la película se estrenaría en Netflix a principios de 2022.
Finalmente fue estrenada el 11 de marzo de 2022.

## Recepción

### Crítica
The Adam Project recibió reseñas generalmente mixtas a positivas de parte de la crítica y de la audiencia. En el sitio web especializado Rotten Tomatoes, la película posee una aprobación de 68%, basada en 216 reseñas, con una calificación de 6.2/10 y con un consenso crítico que dice: "Ya has visto a Ryan Reynolds hacer este tipo de cosas antes, pero The Adam Project ofrece acción de ciencia ficción ingeniosamente entretenida y, en ocasiones, incluso conmovedora." De parte de la audiencia tiene una aprobación de 73%, basada en más de 2500 votos, con una calificación de 3.8/5.
El sitio web Metacritic le dio a la película una puntuación de 55 de 100, basada en 48 reseñas, indicando "reseñas mixtas o promedio". En el sitio IMDb los usuarios le asignaron una calificación de 6.7/10, sobre la base de más de 223 000 votos, mientras que en la página web FilmAffinity la cinta tiene una calificación de 5.5/10, basada en 10 824 votos.

### Premios y nominaciones
| Premio                  | Fecha                   | Categoría                                    | Nominados                      | Resultado | Ref.   |
| ----------------------- | ----------------------- | -------------------------------------------- | ------------------------------ | --------- | ------ |
| MTV Movie & TV Awards   | 5 de junio de 2022      | Mejor película                               | The Adam Project               | Nominada  | [ 13 ] |
| MTV Movie & TV Awards   | 5 de junio de 2022      | Mejor equipo                                 | Ryan Reynolds y Walker Scobell | Nominados | [ 13 ] |
| Dragon Awards           | 4 de septiembre de 2022 | Mejor película de ciencia ficción o fantasía | The Adam Project               | Ganadora  | [ 14 ] |
| Premios People's Choice | 6 de diciembre de 2022  | Mejor película de comedia de 2022            | The Adam Project               | Nominada  | [ 15 ] |
| Premios People's Choice | 6 de diciembre de 2022  | Mejor estrella masculina de 2022             | Ryan Reynolds                  | Nominado  | [ 15 ] |
| Premios People's Choice | 6 de diciembre de 2022  | Mejor estrella femenina de 2022              | Jennifer Garner                | Nominada  | [ 15 ] |
| Premios People's Choice | 6 de diciembre de 2022  | Mejor estrella de comedia de 2022            | Jennifer Garner                | Nominada  | [ 15 ] |
| Premios People's Choice | 6 de diciembre de 2022  | Mejor estrella de comedia de 2022            | Ryan Reynolds                  | Nominado  | [ 15 ] |